# والتر گوارا
والتر گوارا (انگلیسی: Wálter Guevara; زاده ۱۱ مارس ۱۹۱۲ – درگذشته ۲۰ ژوئن ۱۹۹۶) دیپلمات، نویسنده و سیاستمدار اهل بولیوی بود. وی از ۸ اوت ۱۹۷۹ تا ۱ نوامبر ۱۹۷۹ رئیس‌جمهور این کشور بود.
والتر گوارا در ۲۰ ژوئن ۱۹۹۶، در سن ۸۴ سالگی بر اثر سکته قلبی در لاپاز درگذشت.